# ラジカル置換反応
有機化学において、ラジカル置換反応（ラジカルちかんはんのう、英: Radical-substitution reaction）は、反応性中間体としてフリーラジカルが関与する置換反応である。
反応には常に少なくとも2つの段階、ことによると3つの段階が含まれる。
開始（2、3）と呼ばれる第1段階では、ホモリシスによってフリーラジカルが生じる。ホモリシスは熱あるいは紫外線によって引き起こされうるが、有機ペルオキシドまたはアゾ化合物といったラジカル開始剤によっても起こる。紫外線は1つの二原子分子種から2つのフリーラジカルを生成させるために使われる。最終段階は停止（6、7）段階と呼ばれ、この段階ではラジカルはもう1つのラジカル種と再結合する。また、ラジカル種が反応後に再びラジカル種を生成し、反応が停止せずに連鎖的に続いていく段階はまとめて伝搬（または成長、4および5）段階と呼ばれる。

## ラジカル置換反応
フリーラジカルハロゲン化反応では、ラジカル置換がハロゲン試薬とアルカン基質とで起こる。もう1つの重要なラジカル置換のクラスにはアリールラジカルが関与する。1つの例は、フェントン試薬によるベンゼンのヒドロキシル化である。有機化学における多くの酸化および還元反応はフリーラジカル中間体を持つ（例えば、クロム酸を使ったアルデヒドからカルボン酸への酸化）。カップリング反応もラジカル置換と見なすことができる。特定の芳香族置換反応は芳香族ラジカル求核置換反応によって起こる。自動酸化は塗料や食品の劣化、ジエチルエーテルペルオキシドといった実験室における危険物の原因となる過程である。
- バートン・マクコンビー脱酸素化（英語版）はヒドロキシ基を水素原子に置換する方法である。
- ウォール・チーグラー反応はアルケンのアリル位ブロモ化を含む。
- ハンスディーカー反応はカルボン酸の銀塩をハロゲン化アルキルへ変換する。
- ダウド・ベックウィズ反応（英語版）は環状β-ケトエステルの環拡大を含む。
- バートン反応は亜硝酸エステルからのニトロソアルコールの合成を含む。
- ミニスキ反応はカルボン酸と銀塩からのアルキルラジカルの生成と続く芳香族化合物上の置換を含む。